# Patay József (egyháztörténész)
Patay József (Nagykároly, 1886. november 11. – Kolozsvár, 1946. október 20.) erdélyi magyar egyháztörténész.

## Életútja
1902-ben a piarista rendbe lépett. Egyetemi és teológiai tanulmányait Kolozsvárt végezte, doktori oklevelét 1909-ben, tanári diplomáját 1910-ben szerezte. Pályáját a kolozsvári Római Katolikus Főgimnáziumban kezdte, 1925-től az intézet igazgatója s a kegyes tanítórend tartományfőnöke. Jeles szónok, tanulmányai főleg a főgimnáziumi értesítőkben jelentek meg (1922-25). A gimnázium VII. osztálya számára Egyetemes történelem (Kolozsvár 1922) című tankönyvet szerkesztett.

## Művei
- Pázmány Péter egyetemes történelmi felfogása (Kolozsvár 1909)
- A Piarista Rend Erdélyben (Dicsőszentmárton, 1925)
- A piarista rend keletkezése és elterjedése